# Djô d'Eloy
Djô D'Eloy, född den 21 maj 1953 på São Vicente på Kap Verde, död den 4 juni 2005, var en kapverdisk musiker känd som sångare, kompositör och gitarrist. Djô D'Eloy är ett artistnamn (uttalas Yò Diloy), hans egentliga namn var José Alberto Rodrigues Silva, från släkten Xalino. Hans mest kända verk är hitlåtarna Reanima (även inspelad av artisten Cesária Évora) och Celina. Även låten Compad pidrin är välkänd och den har blivit utgiven av Djô D'Eloys kusin, artisten Val Xalino. Just den låten finns med på skivan Grandeza. Djô D'Eloy var också en av grundarna till Kap Verdes största årliga festival Festival de Baía das Gatas.

## Bakgrund
Djô d'Eloys mor är Gadinha de Jon Xalino, känd gitarrist och sångerska på Kap Verde under 1950- och 1960-talet. Djô D'Eloy växte upp i det omtalade huset i Mindelo där de flesta musiker och artister på 1940–1970-talet fick sin musikaliska utbildning. Hans familj och släkt bodde på Rua de Moeda 35. Hit kom dåförtiden alla Kap Verdes storheter. Några av de som startade sina karriärer här är Cesaria Evora (som då var flickvän till Eduardo de Jon Xalino), Bana (kusin till Eddy Moreno), Luis Morais och Manuel D'Novas. Det faktum att dessa artister fick sin musikaliska utbildning i detta hus var anledningen till att Djô D'Eloy, på ett familjärt sätt, ofta skojade och sade att han var större än de andra storheterna, eftersom de alla lärde sig av hans familj och släkt.
Han arbetade på företaget ”Arca Verde” i Mindelos innerstad under en period men blev senare förflyttad till att jobba i São Domingos. Det var på detta jobb i Mindelo som han fick smeknamnet och artistnamnet Djô D'Eloy. Det var hans 15 år äldre kusin Xante Xalino som gav honom namnet eftersom Djô D'Eloy jobbade på ett ställe som hette Casa D'Eloy som låg på Rua de Lisboa.
Djô D'Eloy var barn till första generationen i Xalinosläkten. Han var också kusin med Xante Xalino, Val Xalino och Djidjeca.

## Karriär
År 1983 vann Djô D'Eloy tävlingen ”Todo mundo canta” med sin morna, låten Celina. Han gjorde ett antal relativt okända inspelningar som endast finns arkiverade på Radio Mindelo på Kap Verde. Dessa inspelningar gjorde han med den gode vännen, Kap Verde störste blåsartist, Luís Morais som ackompanjerade på klarinett och saxofon.
Under 1970-talet lät han sin släkting, Kap Verdes störste sångare genom tiderna, Bana spela in ett antal av sina morna och coladera. Eftersom han själv inte fick stor del av framgången, valde han att i slutet av 1980-talet inte ge tillåtelse för andra artister att spela in sin musik.
År 1988 flyttade han till USA och där fortsatte han att komponera nya texter och musik. Han musik handlar till stor del om sociala svårigheter, kärlek och om hur det var att växa upp på Kap Verde på hans tid som barn. Han är på Kap Verde känd för att skriva ”fräcka” texter som av vissa kan anses lite kontroversiella. Hans största genre får ändå anses vara balladstilen morna och dansstilen coladera då flertalet av hans texter och musik går i kärlekens mornaspår eller i dansspårens coladeraspår.
År 1991 spelade han in albumet ”Celina” och i slutet av 1990-talet spelade han även in skivan ”Cabo Verde Nôs Berço” som släpptes i början av 2000-talet.

## Diskografi

### Album
| År   | Album  | Kompositörer | Antal låtar |
| ---- | ------ | ------------ | ----------- |
| 1991 | Celina | Djô D'Eloy   | 9'          |

### Celina
| Låtnummer | Låttitel                |
| --------- | ----------------------- |
| 1         | Pão subi d’preço        |
| 2         | Ina                     |
| 3         | Mar lagrimas di ninguém |
| 4         | Canal d’tchina          |
| 5         | Nada no ca ta leva      |
| 6         | Celina                  |
| 7         | Lucy d’nho morgado      |
| 8         | Mãe Djudja              |
| 9         | Poderoso                |